# Fort Lauvallières
L’Infanterie-Werk Belle-Croix, rebaptisé fort Lauvallière après 1919, est un ouvrage militaire situé près de Metz. Il fait partie de la seconde ceinture fortifiée des forts de Metz.

## Contexte historique
Pendant l’annexion, Metz, dont la garnison allemande oscille entre 15 000 et 20 000 hommes au début de la période et dépasse 25 000 hommes avant la Première Guerre mondiale, devient progressivement la première place forte du Reich allemand.
Construit au début du XXe siècle, l'ouvrage d’infanterie Lauvallière complète la Seconde ceinture fortifiée de Metz composée des Festen Wagner (1904-1912), Kronprinz (1899 - 1905), Leipzig (1907-1912), Kaiserin (1899-1905), Lothringen (1899-1905), Freiherr von der Goltz (1907-1916), Haeseler (1899-1905), Prinz Regent Luitpold (1907-1914) et I-werke Belle-Croix (1908-1914). Ce fort faisait partie d’un programme de fortifications plus vaste, appelé « Moselstellung », et englobant des forteresses disséminées entre Thionville et Metz, dans la vallée de la Moselle. L’objectif de l’Allemagne était de se protéger contre une attaque française visant à reprendre l'Alsace-Lorraine, soit l’Alsace et la Moselle, à l’Empire allemand.

## Conception d’ensemble
Le système de fortification fut conçu pour s’adapter aux progrès grandissants de l’artillerie depuis la fin du XIXe siècle. Basé sur de nouveaux concepts défensifs, tels que la dispersion et la dissimulation, le groupe fortifié devait constituer, en cas d’attaque, un barrage infranchissable pour les forces françaises. À partir de 1899, le plan Schlieffen de l’état-major allemand conçut les fortifications de la Moselstellung, entre Metz et Thionville, comme un verrou destiné à bloquer l’avance éventuelle des troupes françaises en cas de conflit. Ce concept de ligne fortifiée sur la Moselle constituait une innovation significative par rapport au système Séré de Rivières développé par les Français. Il inspira plus tard les ingénieurs de la ligne Maginot.

## Construction et aménagements
Construit entre 1908 et 1914 au nord-est de Metz en Moselle, l’ouvrage d’infanterie occupe un terrain de 47 ha. Il se situe sur les bans communaux de Coincy, Nouilly et Vantoux non loin du croisement entre les routes de Sarrebruck et de Sarrelouis. Le fort tire son nom du hameau de Lauvallières, situé à deux kilomètres à l’est. Une croix gravée sur l’édifice indique « Belle-Croix 1908-1912 ».
Le fort pouvait contenir deux cents hommes et possédait :
- trois observatoires cuirassés d’infanterie fixe et treize guérites observatoires ;
- un central de commandement téléphonique ;
- un chauffage centralisé ;
- deux cents mètres de galerie souterraine ;
- quatre moteurs diesel de 22 chevaux entraînant quatre dynamos de 14,5 kW[6].

## Affectations successives
À partir de 1890, la relève dans les forts est assurée par les troupes du XVIe Corps d’Armée stationnées à Metz et à Thionville. En novembre 1918, le fort est de nouveau occupé par l’armée française. Début septembre 1944, au début de la bataille de Metz, le commandement allemand l’intègre au dispositif défensif mis en place autour de Metz. 

## Possible réaménagements
Pour construire un nouveau lotissement, une usine ou une zone commerciale, il était possible de grignoter sur les zones naturelles et agricoles ; la loi impose aujourd'hui de limiter cette pratique aux friches. L'Eurométropole de Metz a requalifié tout le terrain du fort Lauvallière en « friches ». Proche de l'hôpital Robert Schumann, il a de grandes chances d'être réaménagé, car il passe de zone N (naturelle) à NA (naturel aménageable).